# Riboux
Riboux település Franciaországban, Var megyében. Lakosainak száma 51 fő (2022. január 1.). Riboux Cuges-les-Pins, Plan-d’Aups-Sainte-Baume és Signes községekkel határos.

## Népesség
A település népessége az elmúlt években az alábbi módon változott:
| Lakosok száma | 36   | 42   | 44   | 46   | 48   | 49   | 51   | 51   | 51   |
|               | 2013 | 2015 | 2016 | 2017 | 2018 | 2019 | 2020 | 2021 | 2022 |